# Dunfermline Athletic Football Club
El Dunfermline Athletic Football Club es un club de fútbol de Escocia, con sede en Dunfermline. Fue fundado el 2 de junio de 1885 y compite en la Scottish Championship, segunda categoría del fútbol escocés.

## Historia
Dunfermline ganó la Copa escocesa en 1961 y 1968 y fue un equipo habitual en la competiciones europeas en los años 60s y principios de los 70s. En la Recopa de Europa de 1960-61, al igual que en la temporada 1968-69, llegaron a la semifinal, perdiendo con la Fiorentina y el Slovan Bratislava respectivamente.

## Entrenadores
- William Knight (1922-1925)
- Sandy Paterson (1925-1930)
- William Knight (1930-1936)
- Dave Taylor (1936-1938)
- Peter Wilson (1938-1938)
- Sandy Archibald (1939-1946)
- William McAndrew (1947)
- Bobby Calder (1947-1948)
- Sandy Terris (1948-1949)
- Webber Lees (1949-1951)
- Tom Younger (1951-1952)
- Bobby Ancell (1952-1955)
- Andy Dickson (1955-1960)
- Jock Stein (1960-1964)
- Willie Cunningham (1964-1967)
- George Farm (1967-1970)
- Andy Stevenson (1970) (interino)
- Alex Wright (1970-1972)
- George Miller (1972-1975)
- Jimmy Thomson (1975) (interino)
- Harry Melrose (1975-1980)
- Pat Stanton (1980-1982)
- Jimmy Thomson (1982) (interino)
- Tom Forsyth (1982-1983)
- Jim Leishman (1983-1990)
- Iain Munro (1990-1991)
- Jocky Scott (1991-1993)
- Bert Paton (1993-1999)
- Dick Campbell (1999)
- Jimmy Nicholl (1999) (interino)
- Jimmy Calderwood (1999-2004)
- David Hay (2004-2005)
- Jim Leishman (2005-2006)
- Stephen Kenny (2006-2007)
- Jim McIntyre (2008-2012)
- Jim Jefferies (2012–2014)
- John Potter (2014-2015)
- Allan Johnston (2015-2019)
- Stieve Crawford (2019-2021)
- Peter Grant (2021)
- Greg Shield (2021)
- John Hughes (2021-2022)
- James McPake (2022-)

## Palmarés

### Torneos nacionales
- Copa de Escocia (2): 1960-61, 1967-68
- Segunda División de Escocia (4): 1925-26, 1988-89, 1995-96, 2010-11
- Tercera División de Escocia (3): 1985-86, 2015-16, 2022-23